# Johann-Georg Dora
Johann-Georg Dora (* 16. September 1948 in Mainroth) ist ein Generalleutnant a. D. der Luftwaffe der Bundeswehr. Von 2005 bis 2010 war er der Stellvertreter des Generalinspekteurs der Bundeswehr und Beauftragter für Reservistenangelegenheiten.

## Militärische Laufbahn

### Ausbildung und erste Verwendungen
Johann-Georg Dora trat 1967 nach seinem Abitur als Offizieranwärter des fliegerischen Dienstes in die Luftwaffe der Bundeswehr ein und absolvierte die Offizierausbildung sowie die fliegerische Auswahlschulung. Im Anschluss daran erhielt er in Deutschland und den USA die Grund- und Fortgeschrittenenausbildung für Piloten. Ab 1973 wurde er als Jagdbomber- und Aufklärungsflugzeugführer auf dem Flugzeugmuster Fiat G.91 eingesetzt.
Von 1980 bis 1982 nahm Dora am Generalstabslehrgang an der Führungsakademie der Bundeswehr in Hamburg teil. Im Anschluss daran erhielt er eine Verwendung als Staffelkapitän der ACE Mobile Forces (AMF) Staffel des Jagdbombergeschwader 43 in Oldenburg, einer mit dem Alpha Jet ausgerüsteten Einheit, die er bis 1984 führte. Es folgte eine Versetzung zum Allied Command Baltic Approaches (BALTAP) der NATO in Karup/Dänemark als Einsatzstabsoffizier.
Zurück in Deutschland führte ihn sein Weg 1987 auf die Bonner Hardthöhe als Referent beim Führungsstab der Luftwaffe, bevor er 1989 beim Tri-National Tornado Training Establishment bei der Royal Air Force Station in Cottesmore/Großbritannien auf Tornado umgeschult wurde. Im selben Jahr wurde er Kommandeur der Fliegenden Gruppe des Jagdbombergeschwaders 38 „Friesland“ in Jever. 1991 wurde er erneut an die Führungsakademie der Bundeswehr in Hamburg als Tutor und Dozent für Luftkriegsführung versetzt.
An diese Lehrverwendung schloss sich 1994 ein weiteres Truppenkommando als Kommodore des Jagdbombergeschwaders 32, eines mit ECR-Tornados ausgerüsteten Verbandes im Fliegerhorst Lechfeld. Während dieser Verwendung stellte  er im Sommer 1995 das Einsatzgeschwader 1 auf, bestehend aus Teilen seines Verbandes und des Aufklärungsgeschwaders 51 „Immelmann“. Das Einsatzgeschwader verlegte im August 1995 unter seiner Führung nach Piacenza in Italien. Von dort aus führte er den ersten Einsatz der Luftwaffe im Rahmen von IFOR auf dem Balkan. Im Jahr 1996 erfolgte seine Versetzung zum Luftwaffenführungskommando in Köln als Abteilungsleiter A3 (Planung und Operation).

### Generalsverwendungen
Nach 18 Monaten als A3 wurde er Chef des Stabes des Luftwaffenführungskommandos und zum  Brigadegeneral ernannt. Am 12. März 1999, wiederum nach 18 Monaten, wurde er Kommandeur der Offizierschule der Luftwaffe in Fürstenfeldbruck. Bereits wenige Tage später, am 24. März 1999, startete die Operation Allied Force der NATO gegen die damalige Bundesrepublik Jugoslawien, bei der er das Kommando über die in Italien stationierten Einheiten der Luftwaffe hatte.
Im September 2000 wechselte Dora erneut die Verwendung und wurde mit Ernennung zum Generalmajor Kommandeur des NATO Airborne Early Warning & Control Force Command am Standort des Supreme Headquarters Allied Powers Europe (SHAPE) in Mons in Belgien. Am 1. Oktober 2003 kehrte Dora nach Deutschland zurück und wurde Stellvertreter des Befehlshabers des Einsatzführungskommandos der Bundeswehr in Potsdam.
Am 1. April 2005 wurde Dora Stellvertreter des Generalinspekteurs der Bundeswehr und Beauftragter für Reservistenangelegenheiten. Vom 27. Januar 2006 bis 26. April 2006 war er übergangsweise zusätzlich Inspekteur der Streitkräftebasis, nachdem der Amtsinhaber Generalleutnant Hans-Heinrich Dieter in den einstweiligen Ruhestand versetzt worden war.
Am 23. März 2007 wurde Dora vom französischen Staatspräsidenten Jacques Chirac in Paris zum Commandeur des Ordre national du Mérite ernannt.
Dora wurde am 16. September 2010 mit einem Großen Zapfenstreich in den Ruhestand versetzt. Sein Nachfolger als Stellvertreter des Generalinspekteurs wurde Generalleutnant Günter Weiler.

## Sonstiges
Johann-Georg Dora  ist verheiratet und Vater zweier Kinder.